# Северо-Плетневское сельское поселение
Северо-Плетневское се́льское поселе́ние — муниципальное образование в Юргинском районе Тюменской области Российской Федерации.
Административный центр — село Северо-Плетнево.

## История
Статус и границы сельского поселения установлены Законом Тюменской области от 5 ноября 2004 года № 263 «Об установлении границ муниципальных образований Тюменской области и наделении их статусом муниципального района, городского округа и сельского поселения».

## Население
| 2010  | 2011  | 2012  | 2013  | 2014  | 2015  | 2016  |
| ----- | ----- | ----- | ----- | ----- | ----- | ----- |
| 1386  | ↘1383 | ↘1346 | ↘1312 | ↘1264 | ↘1248 | ↘1229 |
| 2017  | 2018  | 2019  | 2020  | 2021  |       |       |
| ↘1213 | ↘1183 | ↘1166 | ↘1151 | ↘1041 |       |       |

## Состав сельского поселения
| № | Населённый пункт | Тип населённого пункта       | Население |
| - | ---------------- | ---------------------------- | --------- |
| 1 | Андреева         | деревня                      | 19        |
| 2 | Бельховка        | деревня                      | 164       |
| 3 | Одина            | деревня                      | 17        |
| 4 | Северо-Плетнево  | село, административный центр | 1016      |
| 5 | Соколова         | деревня                      | 139       |
| 6 | Субботина        | деревня                      | 31        |

### Упразднённые населённые пункты
Законом Тюменской области от 7 июня 2016 года № 45, в связи с прекращением существования, была упразднена деревня Метлякова.